# Neuffen

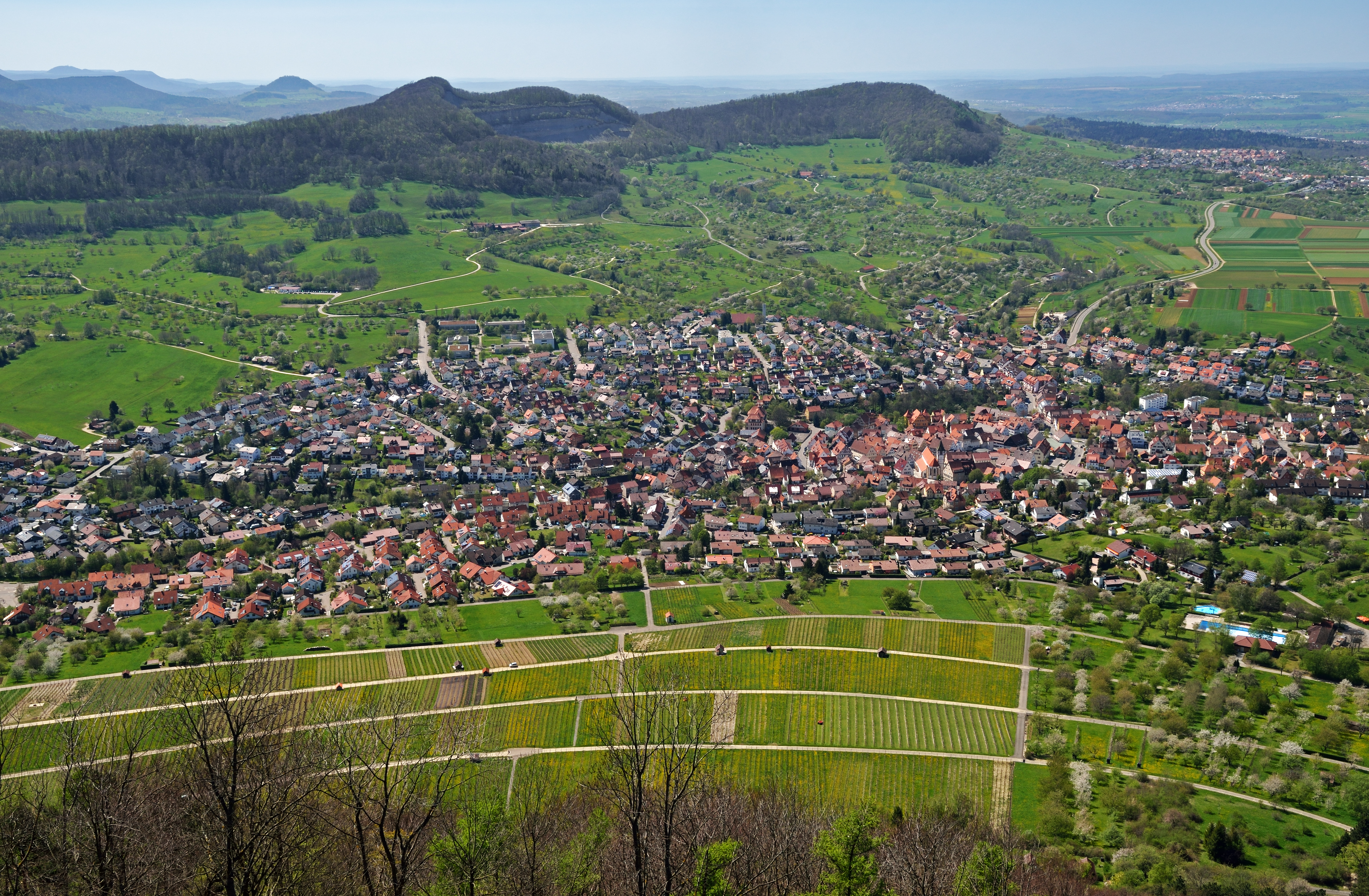
Neuffen von der Burg Hohenneuffen aus gesehen

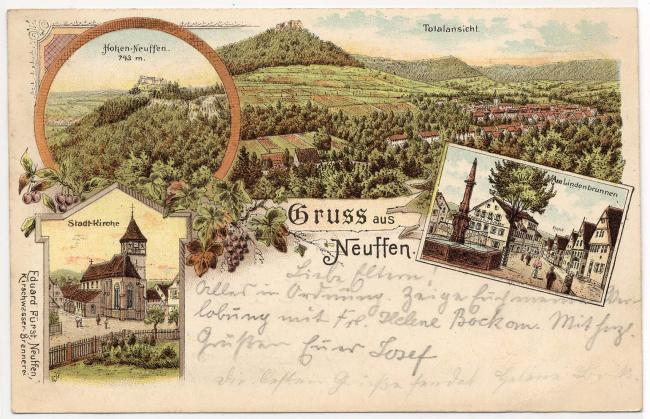
Neuffen um 1900

Neuffen ist eine kleine Stadt im Landkreis Esslingen in Baden-Württemberg. Sie gehört zur Region Stuttgart (bis 1992 Region Mittlerer Neckar) und zur Randzone der europäischen Metropolregion Stuttgart. Mit den Gemeinden Beuren und Kohlberg hat die Stadt eine Verwaltungsgemeinschaft vereinbart. Das gesamte Gebiet der Stadtgemeinde ist Teil des Biosphärengebiets Schwäbische Alb und des UNESCO Geoparks Schwäbische Alb.

## Geographie
Neuffen liegt rund 27 Kilometer südlich von Stuttgart am Nordrand der Schwäbischen Alb, dem so genannten Albtrauf, zu Füßen des Hohenneuffens. Die Neuffener Altstadt liegt auf 407 m, die Burgruine Hohenneuffen auf 745,4 m ü. NHN.

### Nachbargemeinden
Die Stadt Neuffen grenzt im Norden an die Gemeinde Frickenhausen (Markungen Linsenhofen und Tischardt), im Nordosten an Beuren, im Osten an Erkenbrechtsweiler, im Süden an Hülben und Dettingen an der Erms, im Westen an die Stadt Metzingen und an Kohlberg.

### Stadtgliederung
Zu Neuffen gehören die Teile Kappishäusern und Neuffen. Deren Gebiet ist identisch mit den Gemarkungen der ehemals selbstständigen Gemeinden gleichen Namens. Die beiden Stadtteile bilden Wohnbezirke im Sinne der baden-württembergischen Gemeindeordnung. Kappishäusern bildet eine Ortschaft im Sinne der baden-württembergischen Gemeindeordnung mit eigenem Ortschaftsrat und Ortsvorsteher mit dem Namen Neuffen-Kappishäusern. Der Ortsteil Kappishäusern besteht nur aus dem gleichnamigen Dorf. Zu Neuffen gehören die Stadt Neuffen, die Höfe Jushof, Wendenhof, Viehweide und Pfingstbuckel und die Häuser Hart und Im Hardt. Die Burg Hohenneuffen ist nicht als Wohnplatz genannt. Im Stadtgebiet liegen die abgegangenen Ortschaften Bodelsberg, Winden und Hofstetten, das jedoch möglicherweise mit den beiden Höfen Bodelsberg und Winden identisch ist.

### Flächenaufteilung
Nach Daten des Statistischen Landesamtes, Stand 2014.

## Geschichte
Die erste keltische Besiedlung begann um 100 v. Chr. Im ersten Jahrtausend nach der Zeitenwende eroberten Alemannen das Gebiet. Im Hochmittelalter gehörte die Gemarkung zum Herzogtum Schwaben. Um 1100 entstand die Burg Hohenneuffen. Der Ort, der sich im Tal bildete, unterstand wie die Burg den Herren von Nifen. Aufgrund der guten Kontakte der Nifens erhielt Neuffen bereits 1232 die Stadtrechte. 1301 verkaufte Konrad von Weinsberg Neuffen an die Grafschaft Württemberg.
Vom 14. Jahrhundert bis 1806 war Neuffen Sitz eines Amtes. Mit der württembergischen Teilung 1442 aufgrund des Nürtinger Vertrages wurde Neuffen vorübergehend Verwaltungssitz des östlichen Landesteils. Ab 1543 erfolgte der Ausbau der Burg Hohenneuffen zur Landesfestung des Herzogtums Württemberg. Beim Stadtbrand 1634 wurde Neuffen fast vollständig zerstört. Ab 1801 wurde die Burg teilweise abgebrochen. Im Zuge der Umsetzung der neuen Verwaltungsgliederung im 1806 gegründeten Königreich Württemberg wurde das Amt Neuffen 1807 dem Oberamt Nürtingen zugeordnet. 1900 wurde mit der Tälesbahn erstmals ein Schienenanschluss der Stadt realisiert. 1938 kam Neuffen zum neu gegründeten Landkreis Nürtingen, mit dem die Stadt 1973 im Landkreis Esslingen aufging.
Im August 1948 führten die Ministerpräsidenten von Württemberg-Baden Reinhold Maier und Südbaden Leo Wohleb sowie der Innenminister von Südwürttemberg-Hohenzollern Viktor Renner auf dem Hohenneuffen Gespräche zur Gründung eines neuen Südweststaats, des heutigen Baden-Württembergs.

### Eingemeindungen
- 1. Juli 1972: Kappishäusern[5]

### Einwohnerentwicklung
Die Einwohnerzahlen sind Volkszählungsergebnisse (¹) oder amtliche Fortschreibungen des Statistischen Landesamtes Baden-Württemberg (nur Hauptwohnsitze).
| Jahr                 | Einwohnerzahlen |
| -------------------- | --------------- |
| 3. Dezember 1834 ¹   | 1.992           |
| 3. Dezember 1871 ¹   | 2.137           |
| 1. Dezember 1900 ¹   | 1.959           |
| 17. Mai 1939 ¹       | 2.485           |
| 13. September 1950 ¹ | 3.696           |
| 6. Juni 1961 ¹       | 4.172           |
| 27. Mai 1970 ¹       | 4.899           |
| 31. Dezember 1980    | 4.974           |

| Jahr              | Einwohnerzahlen |
| ----------------- | --------------- |
| 31. Dezember 1990 | 5.743           |
| 31. Dezember 1995 | 5.939           |
| 31. Dezember 2000 | 6.029           |
| 31. Dezember 2005 | 6.231           |
| 31. Dezember 2010 | 6.164           |
| 31. Dezember 2015 | 6.210           |
| 31. Dezember 2020 | 6.247           |

### Ortsteile

#### Kappishäusern
Kappishäusern wurde erstmals 1396 urkundlich erwähnt. Es gehörte damals den Grafen von Achalm-Urach und kam dann zu Württemberg, wo es in das Amt Neuffen eingegliedert wurde. Der Ort hat die geografische Lage einer funktionalen Exklave. Auf dem Straßenweg ist es nur über den Nachbarort Kohlberg zu erreichen.

## Politik

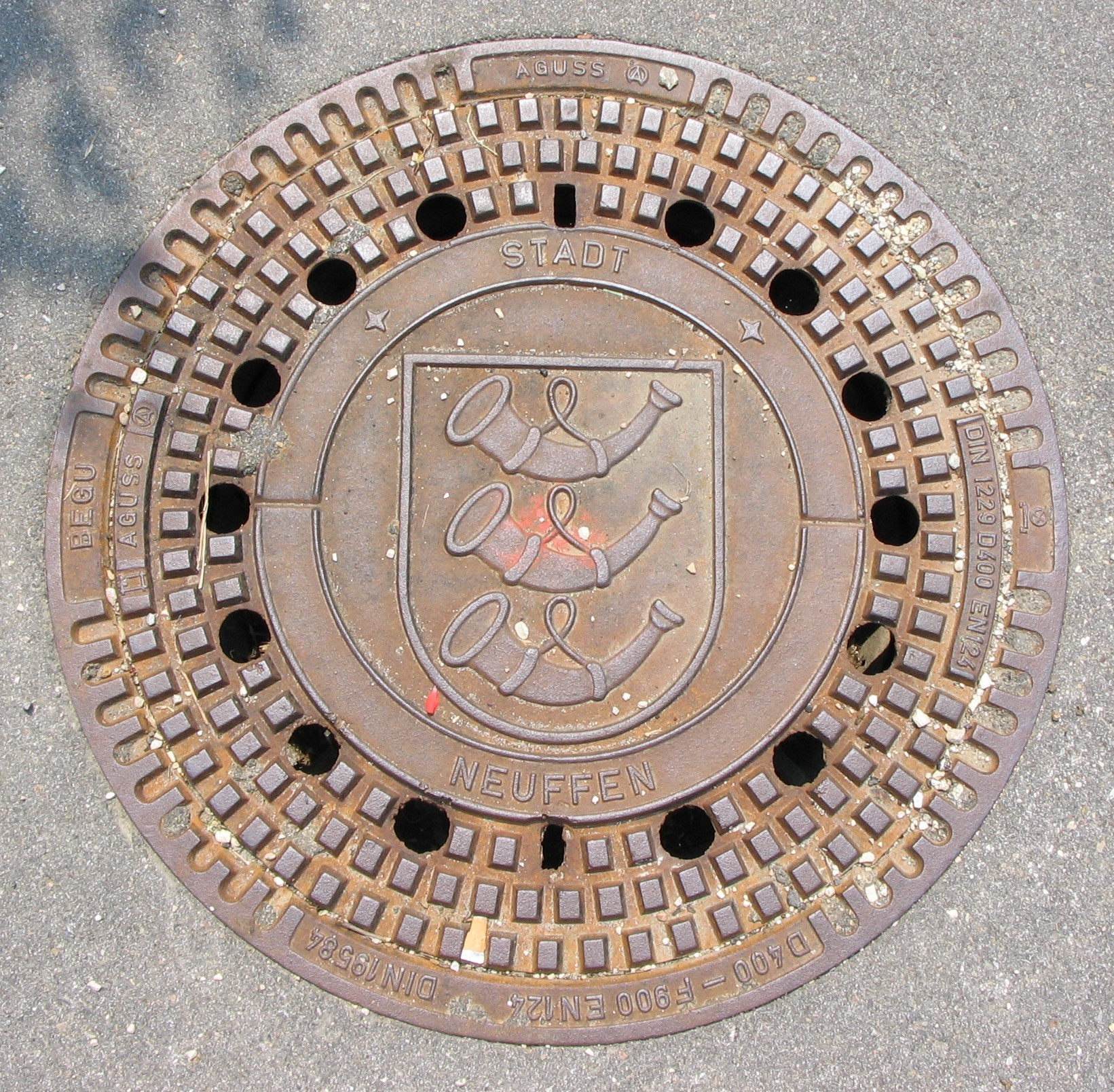
Schachtdeckel mit Stadtwappen

### Bürgermeister
- 1954–1986 Kurt Schmid
- 1987–2010 Wolfgang Schmidt
- Seit dem 1. Januar 2011 Matthias Bäcker. Im Oktober 2018 wurde Bäcker mit 96,53 % der Stimmen wiedergewählt.[6]

### Gemeinderat
In Neuffen wird der Gemeinderat nach dem Verfahren der unechten Teilortswahl gewählt. Dabei kann sich die Zahl der Gemeinderäte durch Überhangmandate verändern. Der Gemeinderat in Neuffen besteht aus den gewählten 20 ehrenamtlichen Gemeinderäten und dem Bürgermeister als Vorsitzendem. Der Bürgermeister ist im Gemeinderat stimmberechtigt. Die Kommunalwahl am 9. Juni 2024 führte zu folgendem Endergebnis. 
| Parteien und Wählergemeinschaften | Parteien und Wählergemeinschaften             | % 2024  | Sitze 2024 | % 2019  | Sitze 2019 | Kommunalwahl 2024 %50403020100 42,26 %35,14 %14,12 %8,48 %n. k. % FWCDUSPDGrüneUBLGewinne und Verlusteim Vergleich zu 2019 %p 10 8 6 4 2 0 −2 −4 −6 −8−10−12−14−16+2,92 %p+4,25 %p−0,37 %p+8,48 %p−15,28 %pFWCDUSPDGrüneUBL |
| FWV                               | Freie Wählervereinigung Neuffen-Kappishäusern | 42,26   | 8          | 39,34   | 8          | Kommunalwahl 2024 %50403020100 42,26 %35,14 %14,12 %8,48 %n. k. % FWCDUSPDGrüneUBLGewinne und Verlusteim Vergleich zu 2019 %p 10 8 6 4 2 0 −2 −4 −6 −8−10−12−14−16+2,92 %p+4,25 %p−0,37 %p+8,48 %p−15,28 %pFWCDUSPDGrüneUBL |
| CDU                               | Christlich Demokratische Union Deutschlands   | 35,14   | 7          | 30,89   | 6          | Kommunalwahl 2024 %50403020100 42,26 %35,14 %14,12 %8,48 %n. k. % FWCDUSPDGrüneUBLGewinne und Verlusteim Vergleich zu 2019 %p 10 8 6 4 2 0 −2 −4 −6 −8−10−12−14−16+2,92 %p+4,25 %p−0,37 %p+8,48 %p−15,28 %pFWCDUSPDGrüneUBL |
| SPD                               | Sozialdemokratische Partei Deutschlands       | 14,12   | 3          | 14,49   | 3          | Kommunalwahl 2024 %50403020100 42,26 %35,14 %14,12 %8,48 %n. k. % FWCDUSPDGrüneUBLGewinne und Verlusteim Vergleich zu 2019 %p 10 8 6 4 2 0 −2 −4 −6 −8−10−12−14−16+2,92 %p+4,25 %p−0,37 %p+8,48 %p−15,28 %pFWCDUSPDGrüneUBL |
| Grüne                             | Die Grünen                                    | 8,48    | 2          | –       | –          | Kommunalwahl 2024 %50403020100 42,26 %35,14 %14,12 %8,48 %n. k. % FWCDUSPDGrüneUBLGewinne und Verlusteim Vergleich zu 2019 %p 10 8 6 4 2 0 −2 −4 −6 −8−10−12−14−16+2,92 %p+4,25 %p−0,37 %p+8,48 %p−15,28 %pFWCDUSPDGrüneUBL |
| UBL                               | Unabhängige Bürgerliste                       | –       | –          | 15,28   | 3          | Kommunalwahl 2024 %50403020100 42,26 %35,14 %14,12 %8,48 %n. k. % FWCDUSPDGrüneUBLGewinne und Verlusteim Vergleich zu 2019 %p 10 8 6 4 2 0 −2 −4 −6 −8−10−12−14−16+2,92 %p+4,25 %p−0,37 %p+8,48 %p−15,28 %pFWCDUSPDGrüneUBL |
| gesamt                            | gesamt                                        | 100,0   | 20         | 100,0   | 20         | Kommunalwahl 2024 %50403020100 42,26 %35,14 %14,12 %8,48 %n. k. % FWCDUSPDGrüneUBLGewinne und Verlusteim Vergleich zu 2019 %p 10 8 6 4 2 0 −2 −4 −6 −8−10−12−14−16+2,92 %p+4,25 %p−0,37 %p+8,48 %p−15,28 %pFWCDUSPDGrüneUBL |
| Wahlbeteiligung                   | Wahlbeteiligung                               | 63,40 % | 63,40 %    | 64,09 % | 64,09 %    | |

### Wappen
Die Blasonierung des Wappens lautet: „In Gold übereinander drei mit dem Mundstück nach (heraldisch) links gekehrte schwarze Hifthörner mit goldenen Beschlägen und schwarzen Fesseln.“
Die älteste bekannte farbige Darstellung des Stadtwappens stammt aus dem Jahr 1535 und geht auf das Wappen der Stadtgründer, der Herren von Neuffen, zurück.

## Religionen
Die evangelische Kirchengemeinde gehört zum Kirchenbezirk Nürtingen und hat rund 3010 Mitglieder (Stand 2021). Sie trifft sich in der gotischen Martinskirche. Zudem gibt es eine evangelische Freikirche. In der Lichtensteinstraße steht die katholische Kirche. Außerdem gibt es einen Alevitischen Kulturverein in Neuffen.

## Wirtschaft und Infrastruktur

### Wirtschaft
Zunächst lag der Schwerpunkt auf der Landwirtschaft (Ackerbau, Weinbau, Obstbäume, Kleinvieh), danach die Weber, später die Textilindustrie, heute dominiert die Metallindustrie.
An den Hängen unterhalb der Ruine Hohenneuffen befindet sich eine der höchstgelegenen Weinlagen in Deutschland. Die Großlage Hohenneuffen, zu der neben den Lagen Neuffens auch die in Beuren, Linsenhofen, Kohlberg, Kappishäusern, Metzingen und Weilheim an der Teck gehören, zählt zum Bereich Remstal-Stuttgart. Neuffen ist Sitz der Weingärtnergenossenschaft Hohenneuffen-Teck.
Die Bielomatik Leuze GmbH + Co. KG ist ein international operierendes Maschinenbauunternehmen, das Kunststoffschweißsysteme, Zentralschmieranlagen und Minimalmengen-Schmiersysteme herstellt.

### Verkehr

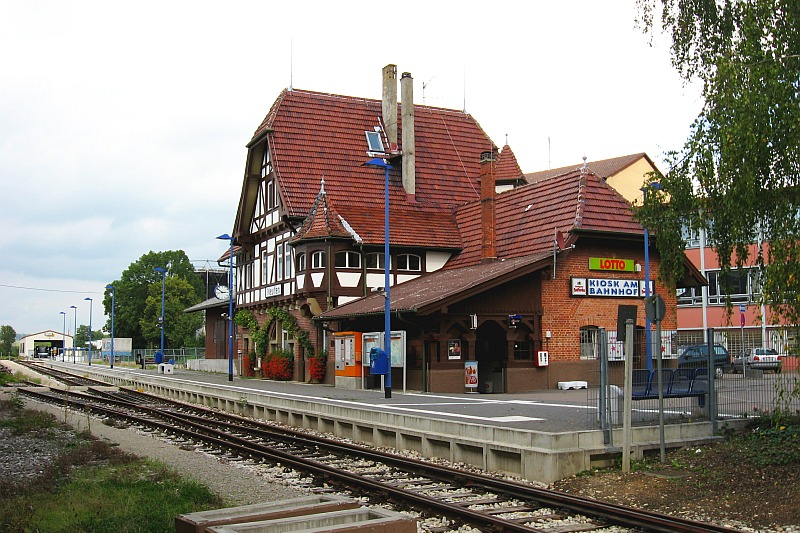
Bahnhof Neuffen

Die Tälesbahn nach Nürtingen verbindet Neuffen mit dem überregionalen Schienennetz. Im Sommerhalbjahr wird auf der Strecke unregelmäßig ein Museumsbahnbetrieb der Gesellschaft zur Erhaltung von Schienenfahrzeugen durchgeführt.
Zwei Landesstraßen führen durch Neuffen. Die Landesstraße L 1210 führt von Neuffen-Kappishäusern nach Owen und die Landesstraße L 1250 von Nürtingen nach Hülben.

### Wasserversorgung
Die Hochzone von Neuffen erhält ihr Trinkwasser vom Zweckverband Landeswasserversorgung. Die Niederzone wird mit Wasser aus eigenen Quellen versorgt (Quellgebiet Bauerloch, Quellgebiet Gewenden und Quellgebiet Wenden). Im Bedarfsfall kann die Niederzone auch über die Hochzone versorgt werden. Kappishäusern wird mit Trinkwasser vom Wasserversorgungsverband Jusigruppe mit Sitz in Kohlberg versorgt.

### Abfallentsorgung
Für die Abfallentsorgung ist der Abfallwirtschaftsbetrieb des Landkreises Esslingen zuständig. Es bestehen getrennte Sammlungen für Biomüll, Hausmüll und Papier.

### Bildungseinrichtungen
Neuffen verfügt neben einer Grundschule auch über eine Werkrealschule, eine Realschule sowie eine in der Grundschule untergebrachte Förderschule.

### Freizeit- und Sportanlagen
Das Angebot umfasst das Sportgelände Spadelsberg mit Fußballfeldern, Beachvolleyballcourts, Tennisplätzen und Tennishalle sowie einer Boule-Anlage, das Höhenfreibad Neuffen, die städtische Sporthalle und die Sporthalle des Turnerbundes Neuffen. Außerdem betreibt der Turnerbund bei ausreichender Schneelage im Winter einen Skilift.
Neuffen liegt direkt unterhalb des Albsteigs (auch Schwäbische-Alb-Nordrand-Weg oder HW1), eines der beliebtesten Fernwanderwege Deutschlands, sowie des Alb-Crossings, eines für Mountainbiker oder Gravel-Biker geeigneten Fernradwegs, der in sechs Etappen von Aalen bis nach Tuttlingen führt.

## Kultur und Sehenswürdigkeiten

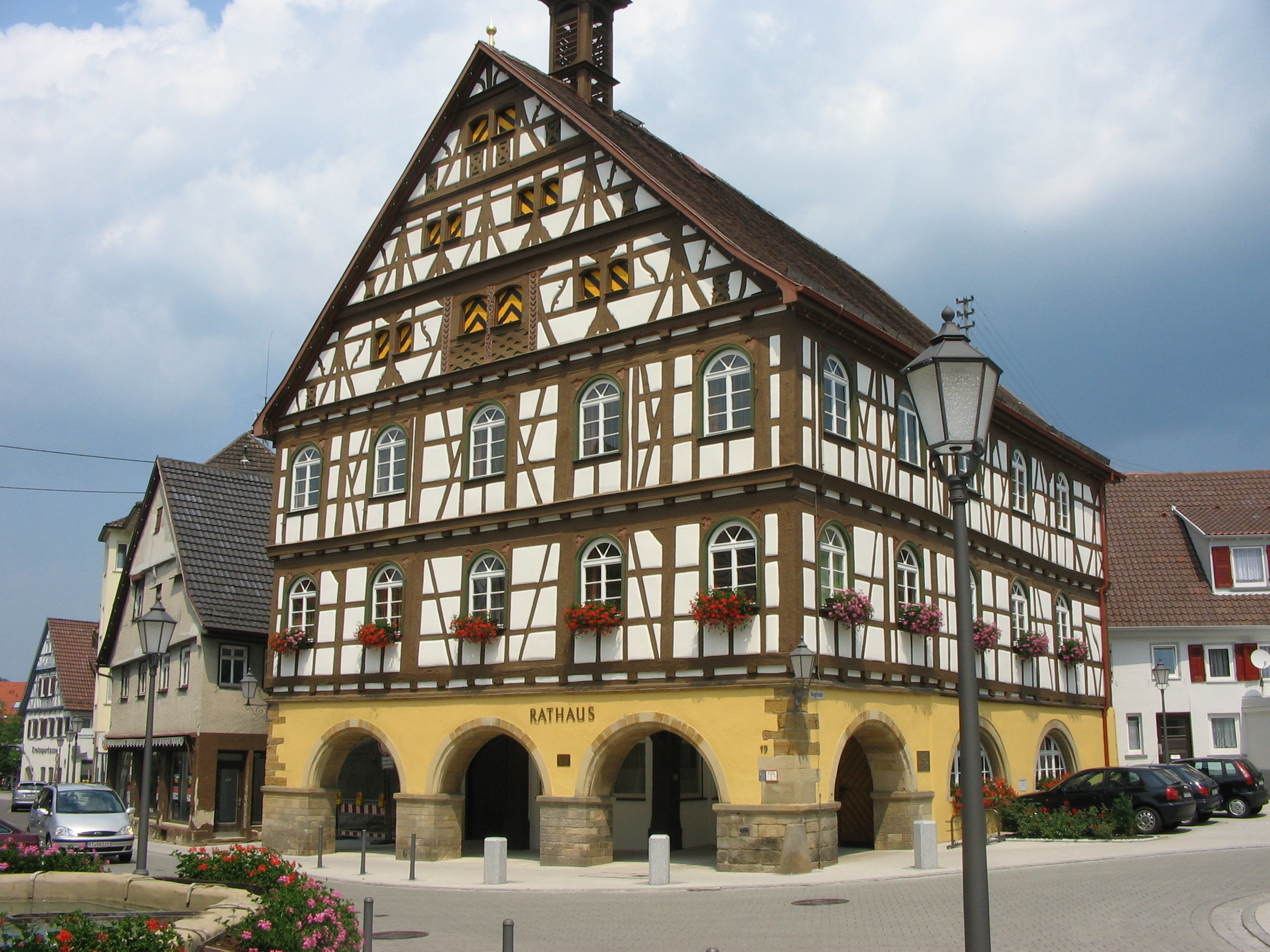
Rathaus

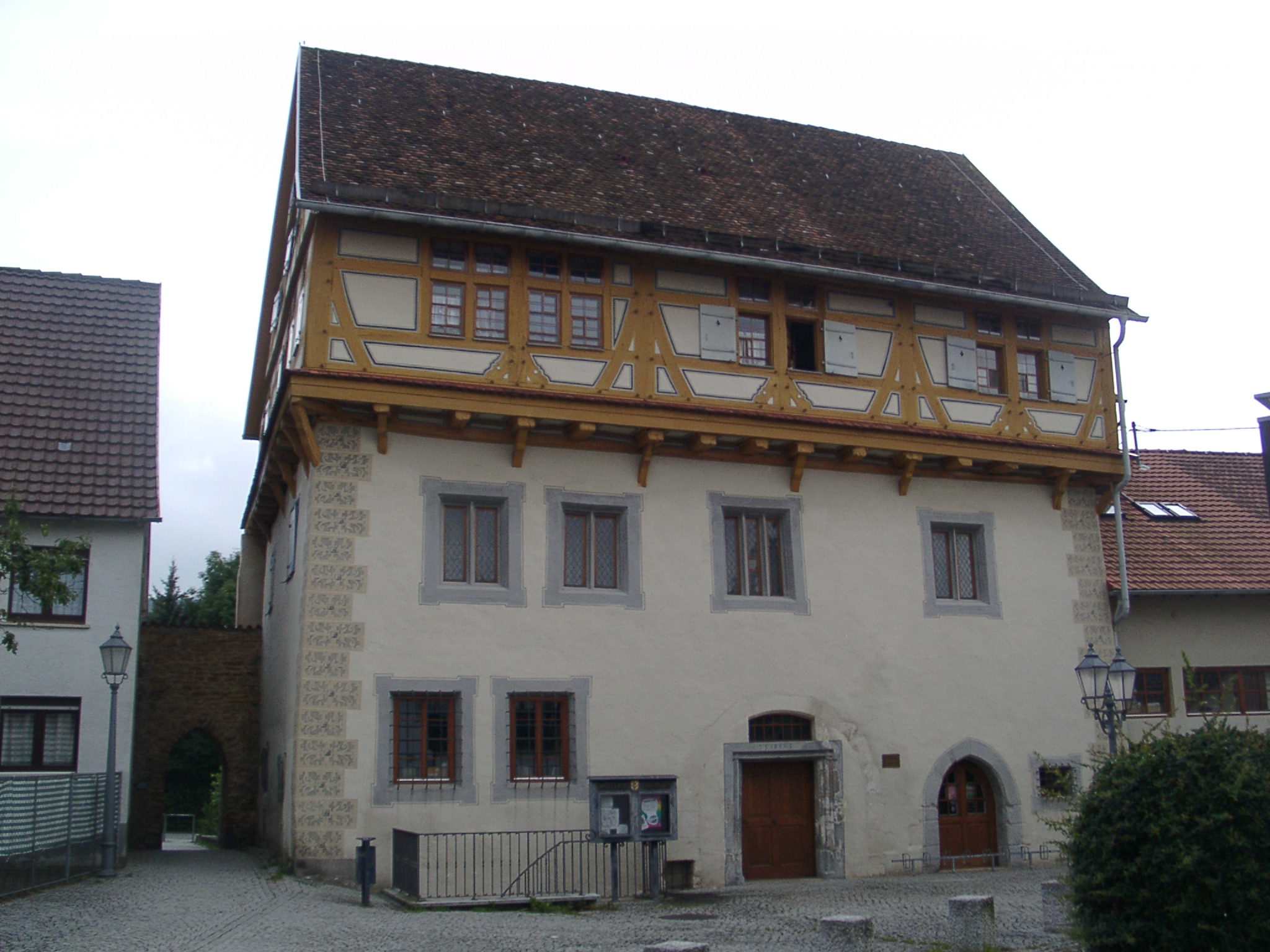
Großes Haus

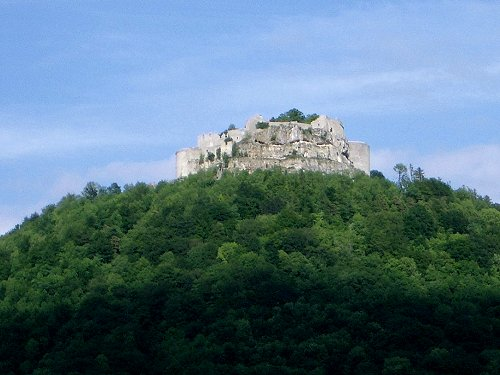
Burgruine Hohenneuffen

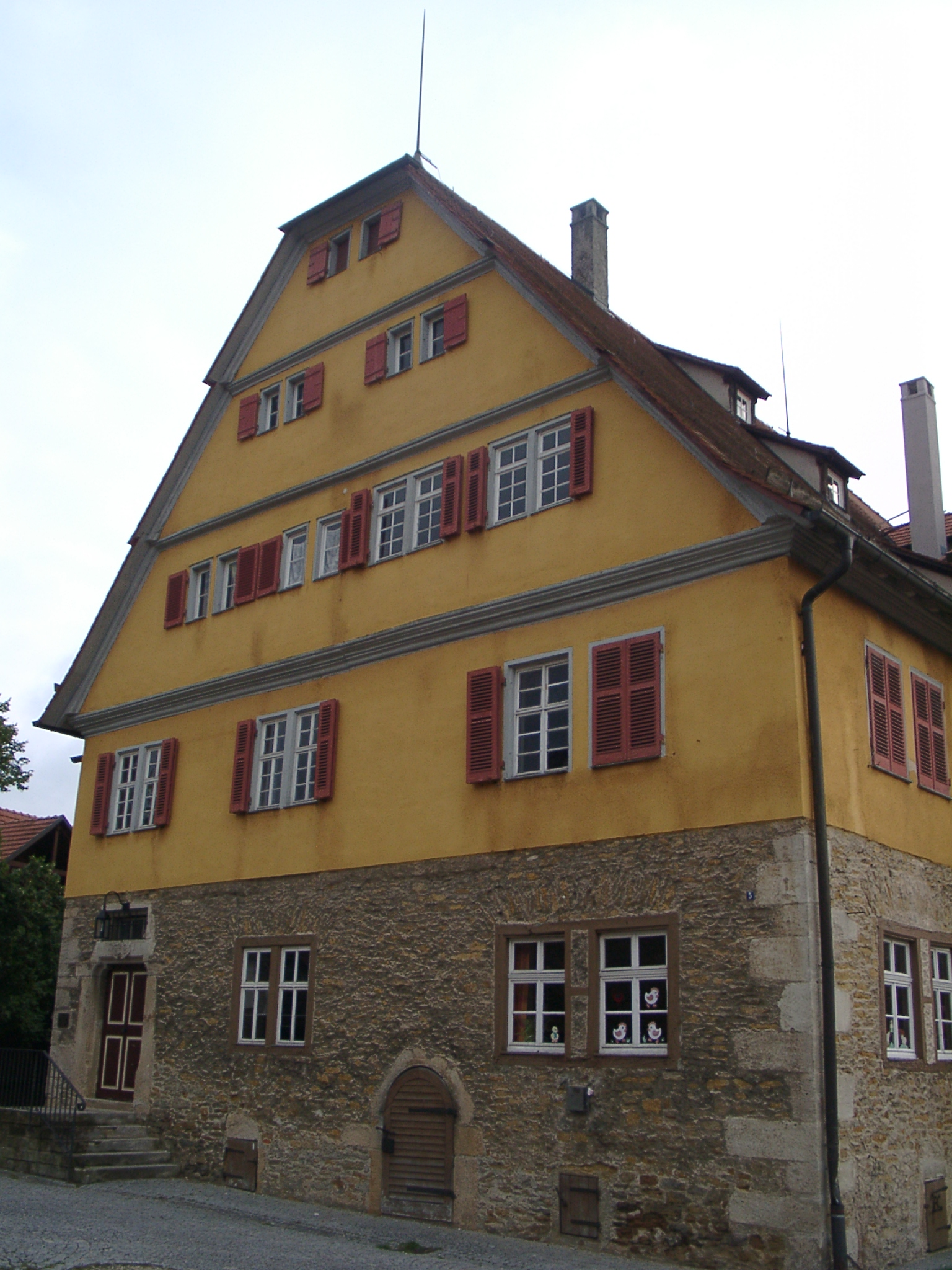
Melchior-Jäger-Haus

Neuffen liegt an der Württemberger Weinstraße, die durch alle württembergische Weinregionen an vielen Sehenswürdigkeiten vorbeiführt.
Vom ortsbildprägenden Hohenneuffen, der zweitgrößten Festungsruine Baden-Württembergs, hat man einen Blick auf die Kleinstadt Neuffen, ihren Talschluss, den Albrand und die Voralb-Landschaft. Das Naturschutzgebiet Neuffener Heide ist für seine Orchideenblüte bekannt. Zu den Zielen der Wanderwege von Metzingen über Jusi, Sattelbogen, Hörnle und Barnberg zum Hohenneuffen gehört die Barnberghöhle.

### Museen
Neben dem Stadtmuseum im Großen Haus gibt es auch ein Ordensmuseum.

### Bauwerke
- Burgruine Hohenneuffen
- Martinskirche mit Ölberg aus dem Jahre 1504
- Schilling’sches Großes Haus
- Melchior-Jäger-Haus[12]
- Rathaus
- Stadtmauer (nur noch teilweise erhalten)
- Bahnhof Neuffen (bekannt auch als Modell für Modelleisenbahnen)[13]

## Persönlichkeiten

### Ehrenbürger
Seit 1986 ist der ehemalige Bürgermeister Kurt Schmid Ehrenbürger von Neuffen.

### Söhne und Töchter der Stadt
- Georg Schilling von Cannstatt (um 1490–1554), Ordensritter, Heerführer und Reichsfürst
- Melchior Jäger von Gärtringen (1544–1611), Jurist und Geheimer Rat des Herzogtums Württemberg
- Robert von Reinhardt (1843–1914), Architekt und Hochschullehrer
- Wilhelm Steinhilber (1892–1977), Lokalgeschichtsforscher
- Jörg Biel (1943–2015), Prähistorischer Archäologe, bis 2008 Landeskonservator

### Persönlichkeiten, die in Neuffen leben, gelebt oder gewirkt haben
- Gottfried von Neifen (13. Jahrhundert)
- Friedrich Wilhelm Fischer (1779–1836), Stadt- und Amtsschreiber und Oberamtsverweser in Neuffen, Landtagsabgeordneter
- Neben der Familie Julius Marx wohnte in den 1930er Jahren auch der nicht nur als Unternehmer, sondern auch als Dichter und Schriftsteller bekannte Leopold Marx in Neuffen. 1938 wurde die Gurten- und Bandweberei der Familie Marx „arisiert“.
- Rudolf Schwarz (1904–1963), Schriftsteller und Parapsychologe, lebte in Neuffen und betrieb ein Werbeunternehmen in Erkenbrechtsweiler
- Wilhelm Karl König (* 1935), Mundartdichter. Er wuchs im Stadtteil Kappishäusern auf.
- Jörg Döpper (* 1942), Politiker (CDU), Landtagsabgeordneter (1992–2011), lebt in Neuffen.
- Karl-Wilhelm Beck (* 1948), Geschwindigkeitsskifahrer (1973, 183 km/h in Cervinia)[14], lebte in Neuffen.
- Thomas Brdarić (* 1975), deutscher Fußballnationalspieler, ist in Neuffen aufgewachsen.